# Alfred Luhmer
Alfred Luhmer (* 5. Juni 1941 in Bonn) ist ein deutscher Betriebswirtschaftler. Er ist Professor i. R. der Universität Magdeburg am Lehrstuhl für Betriebswirtschaftslehre, insbesondere Unternehmensrechnung und Controlling.

## Leben
Luhmer studierte Betriebswirtschaftslehre an der Universität Köln. Nach Abschluss des Studiums 1965 war er dort  wissenschaftlicher Mitarbeiter bei Erich Gutenberg. Nach dessen Emeritierung wechselte er 1966 als Assistent an die Universität Kiel. Diese Stelle gab er 1967 auf, um dort Mathematik zu studieren. 1969 wurde er Assistent an der Universität Regensburg, wo er 1974 mit einer Arbeit über Maschinelle Produktionsprozesse promovierte. Anschließend wechselte er als akademischer Rat an die Universität Bielefeld. Dort habilitierte er sich 1987. 1988 folgte er einem Ruf an die Universität Frankfurt am Main auf eine Professur für Allgemeine Betriebswirtschaftslehre. 1990 kehrte er als Professor für Controlling nach Bielefeld zurück. 1993 folgte er einem Ruf an die Universität Magdeburg auf eine der vier Gründungsprofessuren der Fakultät für Wirtschaftswissenschaft. 1995 bis 1996 war er Dekan und führte im Rahmen eines Pilotprojektes des DAAD das erste vollständige wirtschaftswissenschaftliche Vollzeitstudium in englischer Sprache an einer Universität in Deutschland ein. Nach seiner Pensionierung 2007 folgten Gastaufenthalte an den Universitäten Konstanz und Xiamen (China).

## Forschung
Alfred Luhmers Forschungsgebiet deckt sein sehr weites Spektrum ab und geht über das Kerngebiet der internen Unternehmensrechnung hinaus. Prägend für seine Arbeit ist Gutenbergs Theorie der Unternehmung. Sein in Koautorschaft entstandener Aufsatz ADPULS in continuous time zählt nach einer Untersuchung von Dyckhoff/Thieme/Schmitz zu den international am häufigsten zitierten Aufsätzen deutscher Professoren.

## Werke
- ADPULS in continuous time, mit Alois Steindl, Gustav Feichtinger, Richard Hartl, Gerhard Sorger, in European Journal of Operations Research, Vol. 34, S. 171–177
- Zur Logik des Teilwertes, in ZfbF 1985